# Кунг-фу Панда 2
Кунг-фу Панда 2 (енгл. Kung Fu Panda 2) амерички је 3Д рачунарски-анимиран драмедија вусја филм из 2011. године, снимљен у продукцији Дримворкс анимејшона. Наставак је филма Кунг-фу Панда из 2008. и други је филм у истоименом серијалу, а режију потписује Џенифер Ју Нелсон, у свом режисерском дебију. У главним улогама су Џек Блек, Анџелина Џоли, Дастин Хофман, Сет Роген, Луси Лу, Дејвид Крос, Џејмс Хонг и Џеки Чен, који репризирају своје улоге из првог филма, док гласове новим ликовима позајмљују Гари Олдман, Мишел Јео, Дени Макбрајд, Денис Хејзберт, Жан-Клод ван Дам и Виктор Гарбер.
Филм је реализован у биоскопима 26. маја 2011. године у Реал Д 3Д и Дигитал 3Д форматима. Као и свој претходник, овај филм је добио углавном позитивне критике од стране критичара који су похвалили анимацију, гласовну глуму, акционе сцене, музику и развој ликова, док је филм широм света зарадио преко 665 милиона долара. Био је најуспешнији анимирани филм из 2011. године и био је номинован за награду Оскар у категорији за најбољи анимирани филм, али је изгубио од филма Ранго. Наставак, Кунг-фу Панда 3, изашао је 2016. године.

## Радња
Поови снови се остварују када постаје Змајев ратник који штити Долину мира уз своје другаре, мајсторе кунг-фуа, Чувену петорку. Међутим, Поов фантастични живот бива угрожен појавом страшног зликовца који планира да употреби тајно незаустављиво оружје да би покорио Кину и уништио кунг-фу. По ће морати да се окрене својој прошлости и да открије тајне свог мистериозног порекла. Једино тако ће успети да ослободи снагу која му је потребна за успех.

## Улоге
| Улога              | Глас          |
| ------------------ | ------------- |
| По                 | Џек Блек      |
| Мајсторица Тигрица | Анџелина Џоли |
| Мајстор Шифу       | Дастин Хофман |
| Мајстор Шен        | Гари Олдман   |
| Мајстор Мајмун     | Џеки Чен      |
| Мајсторица Змија   | Луси Лу       |
| Мајстор Богомољка  | Сет Роген     |
| Мајстор Ждрал      | Дејвид Крос   |
| Гдин. Пинг         | Џејмс Хонг    |